# Veine marginale latérale du pied
La veine marginale latérale (ou veine dorsale externe de Cruveilhier ou veine marginale externe de Lejars) est une veine du membre inférieur située sur la face latérale du pied.
Elle forme la prolongation latérale de l'arcade veineuse dorsale du pied et forme l'origine de la veine petite saphène.